# Turning Tables
«Turning Tables» —en español: «Dar vueltas las cosas»— es una canción interpretada por la cantautora británica Adele, incluida en su segundo álbum de estudio, 21 (2011). La intérprete la compuso con Ryan Tedder, y su producción quedó a cargo de Jim Abbiss. Musicalmente, es una canción de géneros pop, soul, con elementos musicales de pop rock, pop y rock alternativo. El 5 de noviembre de 2011, salió al mercado musical a través de la compañía discográfica XL Recordings como el quinto y último sencillo de 21.
«Turning Tables» obtuvo un desempeño comercial mediano en los países a los que entró. En Norteamérica, alcanzó las posiciones sesenta y tres y treinta y siete en los conteos estadounidenses Billboard Hot 100 y Digital Songs, respectivamente, mientras que en Canadá, se ubicó en el lugar sesenta de la lista Canadian Hot 100. En el resto del mundo, logró entrar en las listas musicales de Alemania, Australia, Bélgica, Israel, Italia, los Países Bajos y el Reino Unido. Además, obtuvo la certificación de disco de oro en Canadá y los Estados Unidos, otorgados por la Canadian Recording Industry Association (CRIA) y Recording Industry Association of America (RIAA), respectivamente. Por otro lado, recibió comentarios positivos de la crítica.

## Antecedentes y descripción

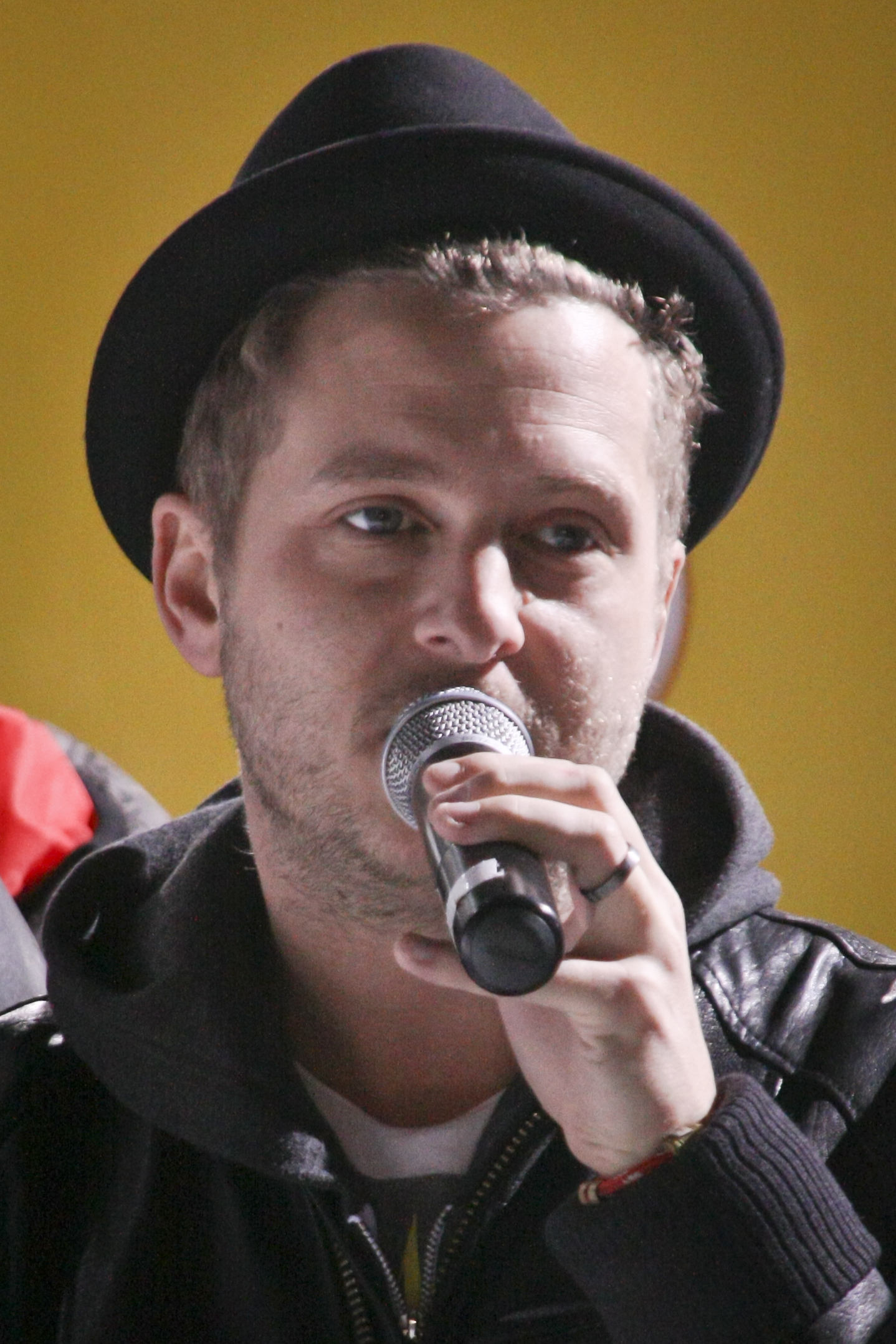
Ryan Tedder, coescritor del tema.

«Turning Tables» es una canción de géneros pop, soul, con elementos musicales de pop rock, rock alternativo y pop alternativo. La intérprete la compuso con Ryan Tedder y su producción quedó a cargo de Jim Abbiss. La compañía discográfica XL Recordings lanzó la canción en formato de descarga digital el 9 de enero de 2012 en Italia, mientras que en formato de airplay el 14 de diciembre de 2011 en dicho país. De acuerdo con una entrevista a M Magazine, Tedder declaró que:

«Se me ocurrió una secuencia musical de apertura de piano y cuando Adele entró [al estudio de grabación], se me ocurrió el concepto de "Turning Tables". Pensé que era interesante, me sentí conectado. [...] No tenía ni idea acerca de la ruptura [de ella] con su novio, pero cuando se enteró de la letra, dijo que era literalmente lo que [le] estaba pasando».

De acuerdo con una partitura publicada por Universal Music Publishing Ltd. en el sitio Musicnotes.com, el tema tiene un tempo de 78 pulsaciones por minuto y está compuesto en la tonalidad de do menor. El registro vocal de Adele se extiende desde la nota sol♯3 hasta la do♯5. Ian Walker del sitio AbsolutePunk, dijo que la pista «toma las melodías del piano y en ellos, corre en un ambiente destrozado pero esperanzado de la cantante», y añadió que la canción «contiene algunos de los mejores momentos vocales del álbum, consolidando aún más la reputación de Adele como vocalista competente». Su letra trata de la ruptura de una pareja, en la que uno de ellos siempre da la vuelta a los problemas para su beneficio, mientras que la otra persona ya se cansa de esto y decide terminar la relación.

## Recepción

### Comentarios de la crítica

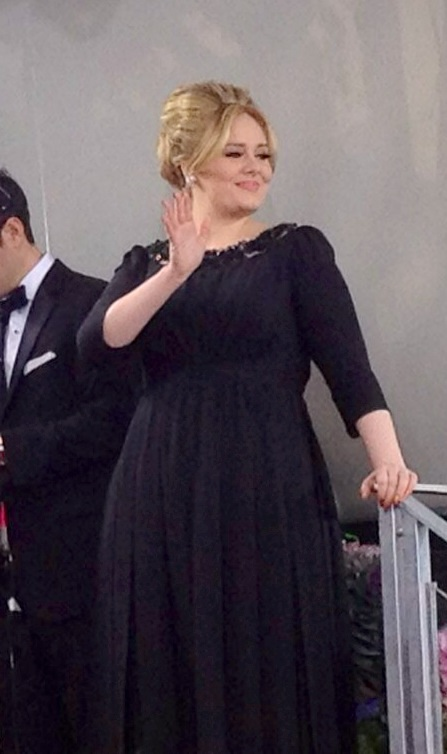
Adele utilizó como inspiración para la canción una antigua relación amorosa.

La canción obtuvo buenos comentarios de los críticos. John Murphy del sitio web MusicOMH la consideró como una de las mejores del disco y agregó que: «Es una balada que demuestra la maravillosa voz de la intérprete en su registro más alto». Por otro lado, Greg Kot de Chicago Tribune la describió como «una melancolía representada en una balada de piano». Joseph Viney de Sputnikmusic comentó que «es una balada delicada que posee una belleza asombrosa». Un escritor del periódico Daily Herald señaló que en esta canción, junto con «Set Fire to the Rain», la intérprete «suena épica y se siente el impulso gracias a las cuerdas que suenan deliciosas». Por otra parte, Jim Farber de Daily News comparó la voz de Adele con la de «un toro provocado» y agregó que: «Puede perfeccionar su poder de voz hasta en la frase más suave». Por su parte, Margaret Wappler de Los Angeles Times la llamó «suavemente sentimental».
Los escritores Lewis Corner y Robert Copsey del sitio Digital Spy la incluyó en su lista de canciones que debieron ser lanzadas como sencillo, en donde expresaron: 

«A pesar de que 21 de Adele no necesitaba más de un empujón, todavía estamos un poco decepcionados de que una de sus baladas de más corazón nunca tuvo la atención que merecía».

### Desempeño comercial
«Turning Tables» tuvo un rendimiento comercial mediano a nivel mundial, a pesar de no ser sencillo en algunos países. En Norteamérica, alcanzó las posiciones sesenta y tres y treinta y siete en los conteos estadounidenses Billboard Hot 100 y Digital Songs, respectivamente. También entró en el Latin Pop Songs en el número treinta y ocho. Recibió la certificación de disco de oro por parte de la Recording Industry Association of America (RIAA) por vender más de 500 000 descargas digitales en el territorio. Para octubre de 2012, había vendido más de 743 000 copias en dicho país. En Canadá, obtuvo los puestos sesenta y treinta y tres de las listas Canadian Hot 100 y Hot Canadian Digital Songs, respectivamente. Además, la Canadian Recording Industry Association (CRIA) le concedió un disco de oro por ventas superadas a 40 000 copias.

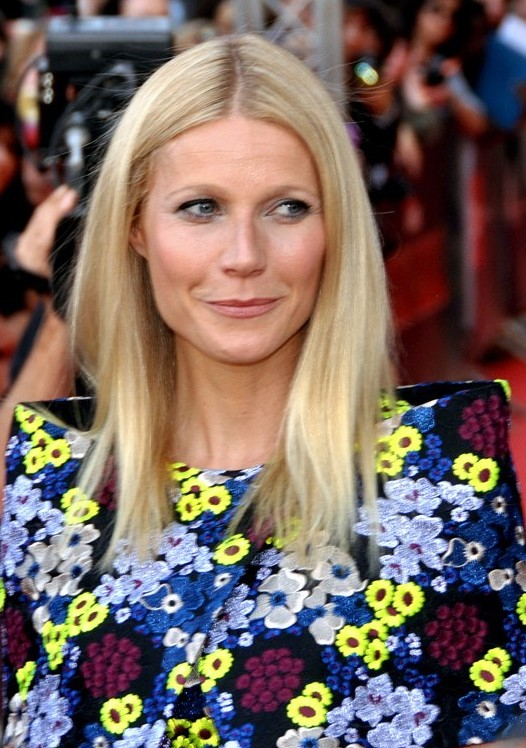
Gwyneth Paltrow realizó una versión de «Turning Tables» en la serie de televisión Glee.

En Europa, también tuvo un desempeño comercial mediano. En Bélgica, entró en la lista Ultratip de sus dos regiones: en la región flamenca en el número cuatro y en la región valona en el segundo puesto. En Italia, ocupó la octava posición del ranking Italian Singles Chart. Gracias a su buena recepción en el país, la Federación de la Industria Musical Italiana (FIMI) le otorgó un disco de platino por más de 30 000 descargas digitales vendidas. La canción entró en el conteo británico UK Singles Chart en el lugar sesenta y dos. En Australia, debutó en el lugar ochenta y uno en el ARIA Top 100 Singles en mayo de 2011, sin embargo, reingresó en el trigésimo cuarto lugar, debido a una versión realizada por una participante del reality show The Voice de ese país. Posteriormente, la Australian Recording Industry Association (ARIA) condecoró al tema con un disco de oro, debido a más de 35 mil copias digitales despachadas. En los Países Bajos, debutó en el puesto noventa y siete del conteo Dutch Top 40 en la edición del 17 de diciembre de 2012 y a su novena semana, alcanzó su máxima posición en la casilla cuarenta y cinco, en donde permaneció por dos semanas consecutivas. Además, alcanzó el tercer puesto en el conteo International Airplay Chart de Israel y el número ochenta y cinco en el German Singles Chart de Alemania.

## Promoción
La cantante presentó la canción en un Unplugged especial de su disco 21 en VH1 el 3 de marzo de 2011. También la interpretó en Friday Night with Jonathan Ross el 3 de septiembre del mismo año. También la cantó en el programa Late Show with David Letterman el 21 de febrero de 2011. Adele la presentó en la cuarta temporada de la serie de televisión Live from the Artists Den, que reúne a diversos artistas para una entrevista íntima e interpretaciones de parte de ellos en lugares históricos de los Estados Unidos. El episodio fue lanzado el 3 de febrero de 2012 y realizado en el Santa Monica Bay Woman de Santa Mónica, California. Antes de la presentación de «Turning Tables», ella dijo: «Nada en la vida me conmueve tanto como estar en el escenario. Me encanta la cercanía de tocar en salas pequeñas, y esta habitación era preciosa y sencilla, simplemente hermoso». Además, ha sido incluido en su primer álbum en vídeo Live at the Royal Albert Hall, y formó parte del repertorio de su segunda gira Adele Live (2011). Gwyneth Paltrow apareció en el episodio «A Night of Neglect» de la serie de televisión cómica-musical Glee en donde realizó una versión de «Turning Tables», la cual logró debutar en el Billboard Hot 100 y el Digital Songs en las casillas sesenta y seis y cuarenta y dos, respectivamente, en la edición del 7 de mayo de 2011 —la misma en la que debutó la versión original—, y vendió hasta octubre de 2012, más de 116 000 copias en el territorio estadounidense. En cambio, la concursante Brittany Coirns del reality show The Voice de Australia, realizó su cover de «Turning Tables» en la primera temporada y, posterior a esto, su versión entró en el conteo australiano ARIA Top 100 Singles en el puesto cuarenta en la edición del 14 de mayo de 2012.

## Posicionamiento en listas

### Semanales
| País              | Lista                       | Mejor posición |
| ----------------- | --------------------------- | -------------- |
| Alemania          | German Singles Chart        | 85             |
| Australia         | ARIA Top 100 Singles        | 34             |
| Bélgica (Flandes) | Ultratip Singles            | 4              |
| Bélgica (Valonia) | Ultratip Singles            | 2              |
| Canadá            | Canadian Hot 100            | 60             |
| Canadá            | Hot Canadian Digital Songs  | 33             |
| Estados Unidos    | Billboard Hot 100           | 63             |
| Estados Unidos    | Digital Songs               | 37             |
| Estados Unidos    | Hot Digital Tracks          | 35             |
| Estados Unidos    | Latin Pop Songs             | 20             |
| Israel            | International Airplay Chart | 3              |
| Italia            | Italian Singles Chart       | 8              |
| Países Bajos      | Dutch Top 40                | 45             |
| Reino Unido       | UK Singles Chart            | 62             |

### Certificaciones
| País           | Organismo certificador | Certificación | Simbolización | Ref.   |
| -------------- | ---------------------- | ------------- | ------------- | ------ |
| Australia      | ARIA                   | Oro           | ●             | [ 36 ] |
| Canadá         | CRIA                   | Oro           | ●             | [ 17 ] |
| Estados Unidos | RIAA                   | Oro           | ●             | [ 18 ] |
| Italia         | FIMI                   | Platino       | ▲             | [ 33 ] |

## Créditos y personal
- Adele: voz y composición
- Ryan Tedder: composición
- Jim Abbiss: producción y mezcla
- Ian Downling: mezcla
- Nel Cowley: piano
- Chris Elliot: arreglos de cuerda

Fuente: Folleto de 21 y Discogs.